# Àfdal (nom)
Àfdal és un nom masculí àrab (àrab: أفضل, Afḍal) que literalment significa ‘millor’. Si bé Àfdal és la transcripció normativa en català del nom en àrab clàssic, també se'l pot trobar transcrit Afdal o Afzal. Precedit de l'article, al-Àfdal (الأفضل, al-Afḍal, ‘el Millor’) és un làqab o títol emprat per diversos governants musulmans.
Aquest nom també el duen musulmans no arabòfons que l'han adaptat a les característiques fòniques i gràfiques de la seva llengua: en transcripció anglesa de llengües índies: Afzal; kurd: Efdal; turc: Efdal.
Vegeu aquí personatges i llocs que duen aquest nom.
Vegeu aquí personatges i llocs que duen aquest títol o làqab.